# باديا كالافينا
باديا كالافينا (بالإيطالية: Badia Calavena)‏ هي بلدية في مقاطعة فيرونا في ولاية فنيتة، وتقع على بعد 90 كيلومترًا (56 ميلًا) غرب مدينة البندقية، و20 كيلومترًا (12 ميلًا) شمال شرق فيرونا.